# Illirologia

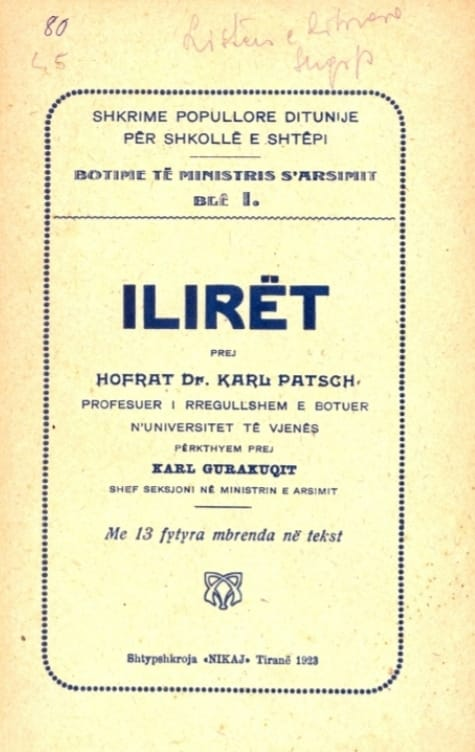
Nel 1923 fu pubblicata a Tirana l'opera intitolata Illiri dell'autore austriaco Karl Patsch, tradotta da Karl Gurakuqi

L'illirologia è un campo scientifico interdisciplinare, il cui oggetto di studio è il patrimonio materiale e le fonti scritte sugli Illiri e sull'Illiria. Come disciplina scientifica speciale, è stata studiata o è in fase di studio presso l'Università di Tirana, l'Università di Pristina, l'Università di Sarajevo e l'Università di Tetova come parte degli studi universitari di base o post-laurea di scienze storiche.

## Storia
I primi scritti e interessi sugli Illiri e sull'Illiria iniziarono con autori greci, romani e bizantini antichi come Esiodo, Ecateo di Mileto, Erodoto, Isocrate, Aristotele, Tucidide, Demostene, Cicerone, Erodiano, Teopompo, Polibio, Tolomeo, Pseudo Scilace, Velleio Patercolo, Svetone, Scimno, Plutarco, Tacito, Varrone, Tito Livio, Pseudo-Apollodoro, Virgilio, Plinio il Vecchio, Pomponio Mela, Curto Rufo, Strabone, Diodoro, Pausania, Pompeo Trogo, Arriano, Appiano, Cassio Dione, Marco Giustino, Ateneo, Poliene, Stefano il Bizantino, Girolamo di Stridone, Cosmografo di Ravenna, ecc. Nel frattempo, tra la fine del XVIII e l'inizio del XIX secolo iniziarono vere e proprie ricerche scientifiche nel campo degli studi illirici con il contributo dello storico e linguista Johann Erich Thunmann, dell'archeologo Arthur Evans, del linguista Hans Krahe, ecc. Nel frattempo vengono presentati anche altri punti di vista e teorie, come ad esempio: il cosiddetto movimento illirico e le teorie pan-illiriche che cercano di trovare gli Illiri al di fuori della penisola balcanica, da qualche parte nell'Europa continentale (principalmente nell'Europa centrale) fino al Nord Europa (Max Vasmer, 1928 Julius Pokorny, 1936). Successive ricerche archeologiche, storiche, linguistiche, etnografiche, onomastiche, antropologiche, paleografiche, ecc. nel campo degli studi illirici, condotti soprattutto nella seconda metà del XX secolo, hanno costituito gruppi meglio definiti, poiché sono state trovate iscrizioni più recenti e sono stati scavati numerosi luoghi. Queste ricerche hanno dimostrato che esisteva una continuità ininterrotta di sviluppo culturale tra il materiale archeologico dell'età del bronzo e dell'età del ferro, quindi anche una continuità etnica, e questo ha creato la teoria dell'autoctonia illirica, con la quale la cultura illirica viene spiegata come una cultura formatosi nello stesso paese (Balcani occidentali) dalle più antiche culture dell'età del bronzo.

## Illirologia in Italia
Lo sviluppo degli studi illirici in Italia è stato arricchito grazie al contributo di studiosi di rilievo come, Carlo Marchesetti, Luigi M. Ugolini, Pirro Marconi, Domenico Mustilli, Vittore Pisani, Francesco Ribezzo, Giuliano Bonfante, Pellegrino Claudio Sestieri,Attilio Stazio, Carlo De Simone, e altri ancora. Questi studiosi hanno svolto un ruolo significativo nell'approfondire la conoscenza della cultura e della storia illirica, portando avanti ricerche e pubblicazioni che hanno contribuito in modo sostanziale al campo dell'illirologia.

## Illirologia in Albania
L'interesse per gli studi illiri in Albania è iniziato durante il periodo del Risorgimento albanese e si è protratto fino agli ultimi anni del XX secolo. Questo è il periodo in cui emerge l'interesse degli albanesi e degli studiosi internazionali per la localizzazione e l'identificazione dei fonti antiche. Gli autori e le missioni archeologiche sono continuati nel corso del tempo, inclusi François Pouqueville, William Martin, Leake, Léon Heuzey, Carl Patsch, Léon Rey, Luigi Maria Ugolini, Pirro Marconi e Domenico Mustilli.
L'avanzamento degli studi illirologici avvenne dopo l'indipendenza dell'Albania e s'interruppero durante la seconda guerra mondiale. Dopo il 1990, gli studi hanno iniziato a concentrarsi sulla collaborazione con archeologi stranieri, includendo progetti a Butrint, nella Grotta di Konispol, Apolloni-Bylis, Sovjan (Korçë) e Durrës. Il contributo degli studiosi albanesi e la creazione di musei archeologici nel corso degli anni sono evidenziati da vari musei, tra cui il Museo nazionale di archeologia, il Museo storico nazionale, il Museo archeologico di Butrino, il Museo archeologico di Durazzo, il Museo archeologico di Apollonia e altri.

## Illirologia in Kosovo
Gli studi illiri in Kosovo si sono sviluppati parallelamente allo sviluppo degli studi storici, filologici, teologici, topografici e archeologici. I monumenti antichi in Kosovo sono stati documentati dalla fine del XIX secolo fino all'inizio della seconda guerra mondiale, durante un periodo in cui Kosovo è stato visitato da studiosi come Arthur Evans, Ami Boué, Johann Georg von Hahn e altri. Negli anni cinquanta del XX secolo, ha inizio una nuova epoca per gli studi antichi e, di conseguenza, per gli studi illiri in Kosovo, con ricerche preistoriche e sull'antichità. Lo sviluppo adeguato dei metodi di ricerca scientifica storica e archeologica ha avuto inizio con la fondazione del Museo del Kosovo nel 1949, seguito dal Museo archeologico di Prizren nel 1975 e successivamente dal Parco Archeologico (lapidarium) vicino al Museo del Kosovo. Ciò ha portato a studi professionali sostenuti da istituzioni locali e regionali adeguate.
Nel 2003, il Ministero della Cultura, della Gioventù e dello Sport del Kosovo ha fondato l'Istituto Archeologico del Kosovo, che da allora ha continuato costantemente a effettuare scavi e registrazioni in numerosi siti archeologici, oltre a condurre studi geofisici, geomagnetici, archeometallurgici e archeobotanici in collaborazione stretta con partner tedeschi, come l'Istituto Archeologico Tedesco e altre istituzioni internazionali con la stessa prospettiva interdisciplinare. In particolare, la municipalità di Ferizaj è stata ricca di scoperte archeologiche. Nello sviluppo degli studi illiri in Kosovo, hanno contribuito studiosi e ricercatori come Zef Mirdita, Edi Shukriu, Naser Ferri.

## Illirologia in altri paesi

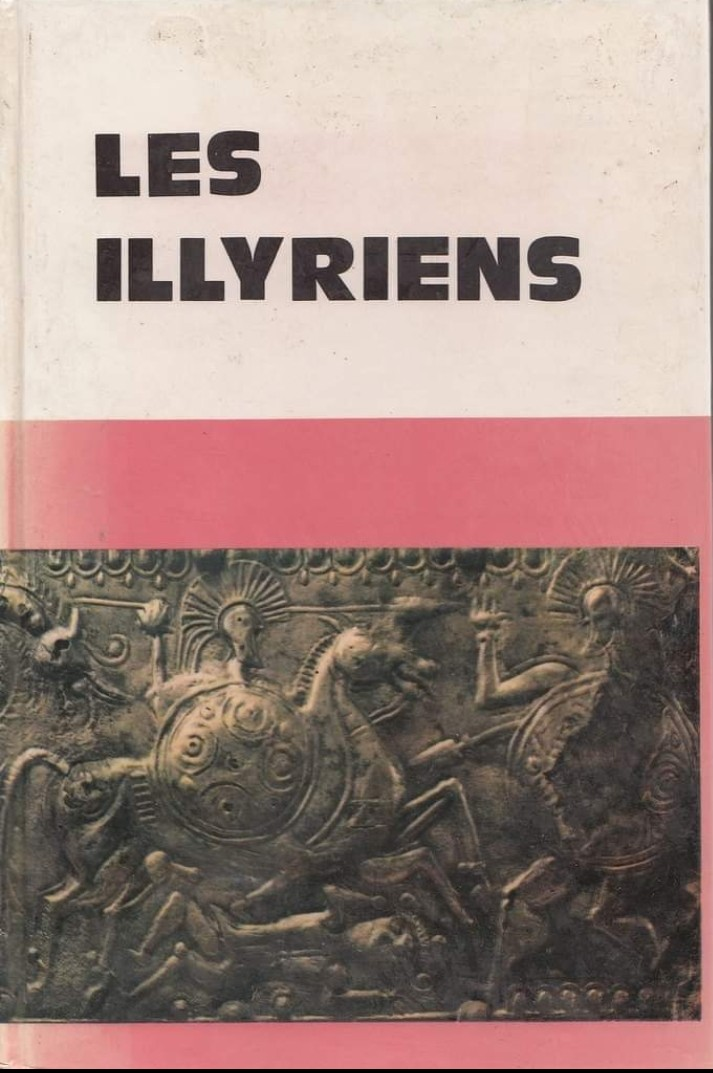
Les Illyriens: Aperçu historique (Gli Illiri: panoramica storica) è una raccolta di studi (Selim Islami, Frano Prendi, Skënder Anamali e Muzafer Korkuti) pubblicata in francese, nel 1985, dall'Accademia delle Scienze dell'Albania, sotto la direzione di Selim Islami

### Austria
La formazione dell'unità amministrativa al tempo dell'Impero austriaco noto come Regno illirico contribuì alla comparsa e allo sviluppo dell'interesse per gli studi illirici in Austria. In questa direzione hanno contribuito anche ricercatori e studiosi come Camillo Praschniker, Arnold Schober, Carl Patsch, Alfred von Domaszewski.

### Bulgaria
La presentazione e lo sviluppo degli studi illirici in Bulgaria furono iniziati da studiosi e ricercatori come Bogdan Filov, Alexander Fol, Velizar Velkov, Vladimir I. Georgiev, Georgi I. Georgiev, Ljuba Ognenova-Marinova.

### Croazia
In Croazia gli interessi per lo studio degli Illiri hanno una lunga storia i cui inizi sono osservati con i primi sforzi di ricerca di Lattuga Marko (1450-1524) e Vicko Prodiflix (1628 - 1663). L'ulteriore sviluppo degli studi illirici in Croazia ha dato un contributo significativo al cosiddetto Movimento illirico e il suo ideologo principale Ljudevit Gaj (1809 - 1872). Nel 1878 a Zagabria fu fondata la Società archeologica croata (Hrvatsko arheološko društvo), attorno alla quale si riunirono numerosi studiosi, tra i quali si distinse il loro contributo in questo senso Simeone Gliubich (1822 - 1896), Frane Bulich (1846 - 1934), Josip Brunshmid (1858 - 1929), Anton Mayer (1883 - 1957) Marin Zaninovic (1930 - 2022) e soprattutto lo storico croato di origine arbereshe Aleksandar Stipcevic (1930 - 2015).

### Francia
La comparsa e lo sviluppo degli studi illirici in Francia furono influenzati dalla formazione delle cosiddette Province illiriche al tempo di Napoleone Bonaparte. Anche ricercatori come Pierre Bauron, Leon Heuzey, Leon Rey, Alain Ducellier, Pierre Cabanes, Olivier Picard hanno dato il loro contributo in questa direzione.

### Germania
In Germania gli studi illirici iniziano con il contributo di Johann Georg von Hahn e la sua opera intitolata Albanesische Studien pubblicata nel 1854 per proseguire con l'opera di Curt Schüt intitolata Untersuchungen zur Geschichte der Alten Illyrier (Ricerche sulla storia degli antichi Illiri) pubblicata nel 1910. Anche ricercatori come Hans Krahe e Georg Stadtmüller hanno dato un contributo significativo.

### Grecia
Nel campo degli studi illirici in Grecia si sono distinti Julia Vokotopoulou, Joana Andreou, Aris Poulianos, Evangelos Chrysos.

### Polonia
Nel campo degli studi illirici in Polonia si sono distinti Wacław Cimochowski, Włodzimierz Pająkowski, Piotr Dyczek.

### Romania
Ricercatori come Radu Vulpe, Vladimir Dumitrescu, Ioan I. Russu, Mircea Petrescu-Dâmbovița, Emil Condurachi. hanno contribuito alla presentazione e allo sviluppo degli studi illirici in Romania.

### Slovenia
La costituzione delle cosiddette Province Illiriche negli anni 1809 - 1814 al tempo di Napoleone Bonaparte e anche la costituzione dell'unità amministrativa austriaca conosciuta come Regno d'Illiria contribuirono allo sviluppo degli interessi nello studio delle gli Illiri in Slovenia. Nel campo degli studi illirici in Slovenia si è distinta soprattutto Marjeta Šašel Kos con una serie di lavori in questa direzione.

### Ungheria
Nel campo degli studi illirici in Ungheria si sono distinti i ricercatori: Buday Arpad, Janos Szilagyi, János Nemeskéri, János Harmatta, Géza Alföldy, e altri ancora.